# Vuk Stefanović Karadžić
Vuk Stefanović Karadžić (srbsko Вук Стефановић Караџић), srbski filolog, etnograf, jezikoslovec, reformator srbskega knjižnega jezika in carinski predstojnik, * 7. november 1787, Tršić, † 7. februar 1864, Dunaj.
Zaradi svojih zbirk pesmi, pravljic in ugank si je prislužil naziv očeta srbske folklore. Bil je avtor prvega slovarja srbskega knjižnega jezika. Prevedel je novo zavezo v reformirano srbščino.
Povezoval je srbski in nemški prostor z zbiranjem in urejanjem srbske folklore, kar je bila takrat pomembna dejavnost pri uresničevanju tega, kar sedaj imenujemo nacionalna država. Kot jezikoslovec je izvedel zelo pomembno reformo srbskega knjižnega jezika in nato napravil pomemben korak k dvigu pismenosti. Dobro so ga poznali Jacob Grimm, Johann Wolfgang von Goethe in zgodovinar Leopold von Ranke. Vuk je bil primarni vir za Rankovo Serbische Revoluzion ("Srbsko revolucijo"), napisano leta 1829.

## Življenjepis
Njegovo otroštvo je bilo močno zaznamovano s srbskimi upori proti Otomanskemu cesarstvu in slabim šolstvom, zato je večji del svojega mladostništva iskal način, da bi opravil srednješolsko izobraževanje in pridobil mecena za študij. Z veliko truda je pridobil srednješolsko znanje latinščine, aritmetike in nemščine, in za kratek čas postane eden prvih študentov Beograjske univerze. Študij je prekinil zaradi zdravstvenih razlogov leta 1808, nato pa našel poklic kot upravnik in carinski predstojnik. Ker si ni želel amputirati noge, je redno uporabljal palico za pomoč. 
Vuk Karadžić, predvsem jezikoslovec samouk, je po ponesrečenem srbskem uporu (1813) odšel na Dunaj, kjer je srečal slovenskega jezikoslovca Jerneja Kopitarja; ta ga je spodbujal pri zbiranju ljudskih pesmi in drugega ljudskega blaga, hkrati pa ga navduševal za resen pristop in preučevanje knjižnega jezika in pravopisa in mu pomagal pri pisanju srbskega slovarja. Karadžić je namesto do tedaj rabljenega starocerkvenoslovanskega jezika v književnost uvedel srbski ljudski jezik; reformiral pravopis, 1814 izdal slovnico (Pismenico), ob podpori J. Grimma je 1814/1815 objavil znamenito zbirko srbskih ljudskih pesmi, leta 1818 slovar (Riječnik) in prevedel Novo zavezo Svetega pisma. Zbiral je pripovedke, pregovore, uganke, ukvarjal se je z etnografijo, organiziral raziskovanja po vseh jugoslovanskih deželah. Urejal je almanah Danico in seznanjal tujino s srbskim ljudskim blagom in srbsko preteklostjo. S svojim obsežnim delom je našel številne privržence pa tudi veliko zagrizenih nasprotnikov. 
Prijatelje je našel v najodličnejših osebah takratne Evrope, univerze na Dunaju, v Berlinu, Moskvi, Sankt Peterburgu, Goettingenu, Krakovu in Parizu so ga razglasile za častnega doktorja. Vukovo delo je močno vplivalo tudi na druge jugoslovanske narode. Tako je prišlo 1850 na Dunaju do »književnega dogovora«, ko so se predstavniki srbskega in hrvaškega naroda sporazumeli o skupnem književnem jeziku podprti od avstrijskih oblasti. 
Zaradi težav s knezom Milošem Obrenovićem mu je bilo prepovedano tiskati knjige v Srbiji. Njegovi akademski dosežki in odmevna širitev folklornih del, ki so bile kmalu tudi obširno prevedena, so mu prinesla veliko znanstev v Rusiji, kjer so mu dodelili tudi pokojnino, ki jo je dobival od leta 1826 do njegove smrti na Dunaju leta 1864. Od družinskih članov mu je ob smrti ostala le še hči Mina Karadžić. 
Po smrti so njegove kosti prenesli v Beograd leta 1897, kjer je bil slovesno ponovno pokopan poleg Dositeja Obradovića, prav tako zelo pomembnega razsvetljenca in tudi njegovega pomembnega vzornika iz mladosti.

## Delo

### Jezikovne reforme
Karadžić je reformiral srbski književni jezik in standardiziral srbski črkopis cirilico s strogim upoštevanjem fonemičnih načel in se pri tem naslanjal na češko abecedo Jana Husa in razmišljanja Johanna Christopha Adelunga. Karadžićeve reforme so posodobile jezik, ga približale dejanski govorici preprostega ljudstva, specifično dialektu vzhodne Hercegovine, od koder je sam bil doma. S tem je želel tudi povečati splošno pismenost svojega okolja.